# Fort Boyard 2014
Fort Boyard 2014 is het derde seizoen van de Nederlandse versie van het televisieprogramma Fort Boyard. Het programma werd gestart op maandag 3 november 2014 en werd uitgezonden op NPO 3. Freek Bartels, die Gerard Ekdom vervangt, en Lauren Verster verzorgden samen de presentatie. Daarnaast zijn er twee Franse dwergmensen "Passe Partout" (André Bouchet) en "Horloge" (Anthony Labourde) die als belangrijkste taak hebben het op verzoek van de presentatoren tonen van de tussenstand. Tevens begeleidden ze de presentatoren en kandidaten naar de juiste plekken in en rondom het fort.

## Uitleg
Het programma bestaat uit een spel waarbij teams bestaande uit bekende Nederlanders tegen elkaar strijden door middel van een zoektocht naar sleutels en goudstukken. De kandidaten spelen in teams spellen in en rondom de cellen van het Fort Boyard. Hiermee kunnen zij sleutels verdienen. Als een kandidaat een spel niet binnen de tijd voltooit wint het team geen sleutel. Beide teams spelen twee of drie voorrondespellen waarbij de kandidaat op tijd op het startpunt terug moet zijn, anders volgt er per spel vijftig goudstukken aftrek na afloop van het finalespel. Ieder team speelt ook één voorrondespel waarbij twee sleutels kunnen worden verdiend. Een team dat met de voorrondespellen meer dan zes sleutels heeft verdiend krijgt per extra sleutel honderd goudstukken gratis na het finalespel.
Met behulp van de sleutels kan een finalespel worden gespeeld, dit spel duurt twee minuten en dertig seconden. Tijdens het finalespel dient ieder team zes sleutels te gebruiken om het eigen toegangshek tot een kooi met goudstukken te openen. Indien een team bij de start van het finalespel geen zes sleutels heeft dient aan een kolom gedraaid te worden die bovenaan extra sleutels geeft. Zodra een team zijn totaal op zes sleutels heeft gebracht mag begonnen worden met het verzamelen van goudstukken. Een team dat bij de start van het finalespel al zes of meer sleutels heeft verdiend mag direct met het verzamelen van goudstukken beginnen. Zij dienen wel te wachten tot de toegangspoort voldoende omhoog is gegaan. Hierdoor maakt het nagenoeg geen verschil of je met vijf of zes sleutels aan het finalespel begint.
Wanneer een deelnemer niet binnen de duur van het finalespel teruggekeerd is zit hij zogenaamd opgesloten in de kooi en worden tijgers los gelaten. In werkelijkheid mag deze persoon de kooi echter via een veiligheidsluik verlaten.

## Poules
| Poule A        | Poule A                                                                             | Poule A | Poule A | Poule A     | Poule A | Poule A        |
| Team           | Namen                                                                               | Winst   | Verlies | Goudstukken | Rang    | Status         |
| -------------- | ----------------------------------------------------------------------------------- | ------- | ------- | ----------- | ------- | -------------- |
| TV-Mannen      | Bas Muijs (m), Koert-Jan de Bruijn (m), Sebastiaan Labrie (m), Winston Post (m)     | 2       | 0       | 3130        | 1       | Winnaar        |
| Dans           | Anna-Alicia Sklias (v), Vincent Vianen (m), Vivian Gomez Cardoso (v), Roy Julen (m) | 1       | 1       | 2130        | 2       | Troostfinalist |
| Femmes Fatales | Melisa Schaufeli (v), Zimra Geurts (v), Dorien Rose Duinker (v), Amanda Balk (v)    | 0       | 2       | 350         | 3       | Uitgeschakeld  |

| Poule B    | Poule B                                                                           | Poule B | Poule B | Poule B     | Poule B | Poule B        |
| Team       | Namen                                                                             | Winst   | Verlies | Goudstukken | Rang    | Status         |
| ---------- | --------------------------------------------------------------------------------- | ------- | ------- | ----------- | ------- | -------------- |
| TV-Vrouwen | Gwen van Poorten (v), Airen Mylene (v), Ymke Wieringa (v), Kee Huidekoper (v)     | 1       | 1       | 1540        | 1       | Troostfinalist |
| Fashion    | Kim Feenstra (v), Chelina Manuhutu (v), Jan Bosmans (m), Mounira Hadj Mansour (v) | 1       | 0       | 1170        | 2       | Tweede         |
| Levenslied | Carlo Rijsdijk (m), Leo Langstraat (m), John de Bever (m), Mick Harren (m)        | 0       | 1       | 630         | 3       | Uitgeschakeld  |

## Afleveringen

### Poulefase

#### Ma. 3 nov. 2014
| Poule A                           | Poule A                    | Poule A                                                    |
| --------------------------------- | -------------------------- | ---------------------------------------------------------- |
| TV-Mannen                         | Femmes Fatales             | Kijkcijfers                                                |
| Coach: Lauren Hulp: Passe Partout | Coach: Freek Hulp: Horloge | Kijkdichtheid: 2,2 % Marktaandeel: 4,5 % Absoluut: 341.000 |

| Voorronde | Voorronde      | Voorronde                                                      | Voorronde | Voorronde | Voorronde      | Voorronde | Voorronde |
| #         | Team           | Actief                                                         | Ontsnapt  | Sleutels  | Gewonnen       | Stand     |           |
| --------- | -------------- | -------------------------------------------------------------- | --------- | --------- | -------------- | --------- | --------- |
| 1         | Duel           | TV-Mannen Winston Post Femmes Fatales Amanda Balk              |           | 1         | TV-Mannen      | 1-0       |           |
| 2         | TV-Mannen      | Bas Muijs, Sebastiaan Labrie                                   | Ja        | 1         | Ja             | 2-0       |           |
| 3         | Femmes Fatales | Melisa Schaufeli                                               |           | 2         | Nee            |           |           |
| 4         | TV-Mannen      | Koert-Jan de Bruijn                                            |           | 1         | Ja             | 3-0       |           |
| 5         | Femmes Fatales | Zimra Geurts                                                   | Nee       | 1         | Nee            |           |           |
| 6         | Duel           | TV-Mannen Sebastiaan Labrie Femmes Fatales Dorien Rose Duinker |           | 1         | Femmes Fatales | 3-1       |           |
| 7         | Femmes Fatales | Amanda Balk                                                    | Nee       | 1         | Nee            |           |           |
| 8         | TV-Mannen      | Bas Muijs                                                      |           | 2         | Nee            |           |           |
| 9         | Femmes Fatales | Dorien Rose Duinker                                            |           | 1         | Ja             | 3-2       |           |
| 10        | TV-Mannen      | Winston Post                                                   | Ja        | 1         | Nee            |           |           |
| 11        | Duel           | TV-Mannen Allemaal Femmes Fatales Allemaal                     |           | 1         | Femmes Fatales | 3-3       |           |

| Finale | Finale            | Finale         | Finale         | Finale       | Finale                | Finale    |
| Lengte | Sleutels per team | Extra sleutels | Extra sleutels | Goudstukken  | Goudstukken           | Winnaar   |
| ------ | ----------------- | -------------- | -------------- | ------------ | --------------------- | --------- |
| Lengte | Sleutels per team | TV-Mannen      | Femmes Fatales | TV-Mannen    | Femmes Fatales        | Winnaar   |
| 2:30   | 6                 | 3 in 0:24      | 3 in 0:31      | 1420 in 2:06 | 450 in 1:59 wordt 350 | TV-Mannen |

#### Ma. 10 nov. 2014
| Poule B                           | Poule B                    | Poule B                                                    |
| --------------------------------- | -------------------------- | ---------------------------------------------------------- |
| Fashion                           | TV-Vrouwen                 | Kijkcijfers                                                |
| Coach: Lauren Hulp: Passe Partout | Coach: Freek Hulp: Horloge | Kijkdichtheid: 2,2 % Marktaandeel: 4,3 % Absoluut: 333.000 |

| Voorronde | Voorronde  | Voorronde | Voorronde | Voorronde | Voorronde | Voorronde | Voorronde |
| #         | Team       | Actief | Ontsnapt  | Sleutels  | Gewonnen  | Stand     |           |
| --------- | ---------- | --- | --------- | --------- | --------- | --------- | --------- |
| 1         | Duel       | Fashion Mounira Hadj Mansour, Jan Bosmans, Chelina Manuhutu TV-Vrouwen Airen Mylene, Kee Huidekoper, Gwen van Poorten |           | 1         | Fashion   | 1-0       |           |
| 2         | Fashion    | Kim Feenstra |           | 1         | Ja        | 2-0       |           |
| 3         | TV-Vrouwen | Ymke Wieringa |           | 2         | Nee       |           |           |
| 4         | Fashion    | Chelina Manuhutu | Ja        | 1         | Ja        | 3-0       |           |
| 5         | TV-Vrouwen | Gwen van Poorten | Ja        | 1         | Nee       |           |           |
| 6         | Duel       | Fashion Kim Feenstra TV-Vrouwen Ymke Wieringa                                                                         |           | 1         | Nee       |           |           |
| 7         | TV-Vrouwen | Kee Huidekoper | Ja        | 1         | Ja        | 3-1       |           |
| 8         | Fashion    | Mounira Hadj Mansour                                                                                                  |           | 2         | Nee       |           |           |
| 9         | TV-Vrouwen | Gwen van Poorten, Airen Mylene                                                                                        |           | 1         | Nee       |           |           |
| 10        | Fashion    | Jan Bosmans | Nee       | 1         | Nee       |           |           |
| 11        | Duel       | Fashion Allemaal TV-Vrouwen Allemaal                                                                                  |           | 1         | Fashion   | 4-1       |           |

| Finale | Finale            | Finale         | Finale         | Finale                  | Finale      | Finale  |
| Lengte | Sleutels per team | Extra sleutels | Extra sleutels | Goudstukken             | Goudstukken | Winnaar |
| ------ | ----------------- | -------------- | -------------- | ----------------------- | ----------- | ------- |
| Lengte | Sleutels per team | Fashion        | TV-Vrouwen     | Fashion                 | TV-Vrouwen  | Winnaar |
| 2:30   | 6                 | 2 in 0:13      | 5 in 0:49      | 1220 in 2:17 wordt 1170 | 570 in 1:41 | Fashion |

#### Ma. 17 nov. 2014
| Poule A                    | Poule A                           | Poule A                                                    |
| -------------------------- | --------------------------------- | ---------------------------------------------------------- |
| TV-Mannen                  | Dans                              | Kijkcijfers                                                |
| Coach: Freek Hulp: Horloge | Coach: Lauren Hulp: Passe Partout | Kijkdichtheid: 1,7 % Marktaandeel: 3,6 % Absoluut: 270.000 |

| Voorronde | Voorronde | Voorronde                                             | Voorronde | Voorronde | Voorronde | Voorronde | Voorronde |
| #         | Team      | Actief                                                | Ontsnapt  | Sleutels  | Gewonnen  | Stand     |           |
| --------- | --------- | ----------------------------------------------------- | --------- | --------- | --------- | --------- | --------- |
| 1         | Duel      | TV-Mannen Koert-Jan de Bruijn Dans Anna-Alicia Sklias |           | 1         | TV-Mannen | 1-0       |           |
| 2         | TV-Mannen | Sebastiaan Labrie                                     | Ja        | 1         | Ja        | 2-0       |           |
| 3         | Dans      | Roy Julen                                             | Ja        | 1         | Ja        | 2-1       |           |
| 4         | TV-Mannen | Koert-Jan de Bruijn, Bas Muijs                        |           | 2         | Ja        | 4-1       |           |
| 5         | Dans      | Vivian Gomez Cardoso                                  | Nee       | 1         | Nee       |           |           |
| 6         | Duel      | TV-Mannen Winston Post Dans Vincent Vianen            |           | 1         | TV-Mannen | 5-1       |           |
| 7         | Dans      | Anna-Alicia Sklias                                    | Ja        | 1         | Nee       |           |           |
| 8         | TV-Mannen | Koert-Jan de Bruijn                                   | Ja        | 1         | Ja        | 6-1       |           |
| 9         | Dans      | Vivian Gomez Cardoso, Vincent Vianen                  |           | 2         | Ja        | 6-3       |           |
| 10        | TV-Mannen | Winston Post                                          | Nee       | 1         | Nee       |           |           |
| 11        | Duel      | TV-Mannen Allemaal Dans Allemaal                      |           | 1         | Dans      | 6-4       |           |

| Finale | Finale            | Finale         | Finale         | Finale                  | Finale                | Finale    |
| Lengte | Sleutels per team | Extra sleutels | Extra sleutels | Goudstukken             | Goudstukken           | Winnaar   |
| ------ | ----------------- | -------------- | -------------- | ----------------------- | --------------------- | --------- |
| Lengte | Sleutels per team | TV-Mannen      | Dans           | TV-Mannen               | Dans                  | Winnaar   |
| 2:30   | 6                 | 0              | 2 in 0:21      | 1760 in 2:30 wordt 1710 | 950 in 2:09 wordt 900 | TV-Mannen |

#### Ma. 24 nov. 2014
| Poule B                    | Poule B                           | Poule B                                                    |
| -------------------------- | --------------------------------- | ---------------------------------------------------------- |
| TV-Vrouwen                 | Levenslied                        | Kijkcijfers                                                |
| Coach: Freek Hulp: Horloge | Coach: Lauren Hulp: Passe Partout | Kijkdichtheid: 1,8 % Marktaandeel: 3,6 % Absoluut: 277.000 |

| Voorronde | Voorronde  | Voorronde                                                                     | Voorronde | Voorronde | Voorronde  | Voorronde | Voorronde |
| #         | Team       | Actief                                                                        | Ontsnapt  | Sleutels  | Gewonnen   | Stand     |           |
| --------- | ---------- | ----------------------------------------------------------------------------- | --------- | --------- | ---------- | --------- | --------- |
| 1         | Duel       | TV-Vrouwen Kee Huidekoper Levenslied John de Bever                            |           | 1         | Levenslied | 0-1       |           |
| 2         | Levenslied | Leo Langstraat                                                                | Nee       | 1         | Nee        |           |           |
| 3         | TV-Vrouwen | Ymke Wieringa                                                                 |           | 2         | Ja         | 2-1       |           |
| 4         | Levenslied | Carlo Rijsdijk                                                                |           | 1         | Nee        |           |           |
| 5         | TV-Vrouwen | Kee Huidekoper                                                                | Ja        | 1         | Nee        |           |           |
| 6         | Duel       | TV-Vrouwen Ymke Wieringa, Airen Mylene Levenslied Leo Langstraat, Mick Harren |           | 1         | TV-Vrouwen | 3-1       |           |
| 7         | Levenslied | John de Bever                                                                 |           | 2         | Nee        |           |           |
| 8         | TV-Vrouwen | Airen Mylene                                                                  |           | 1         | Ja         | 4-1       |           |
| 9         | Levenslied | Mick Harren                                                                   | Ja        | 1         | Ja         | 4-2       |           |
| 10        | TV-Vrouwen | Gwen van Poorten                                                              | Ja        | 1         | Ja         | 5-2       |           |
| 11        | Duel       | TV-Vrouwen Allemaal Levenslied Allemaal                                       |           | 1         | Levenslied | 5-3       |           |

| Finale | Finale            | Finale         | Finale         | Finale      | Finale                | Finale     |
| Lengte | Sleutels per team | Extra sleutels | Extra sleutels | Goudstukken | Goudstukken           | Winnaar    |
| ------ | ----------------- | -------------- | -------------- | ----------- | --------------------- | ---------- |
| Lengte | Sleutels per team | TV-Vrouwen     | Levenslied     | TV-Vrouwen  | Levenslied            | Winnaar    |
| 2:30   | 6                 | 1 in 0:11      | 3 in 0:32      | 970 in 2:19 | 680 in 1:58 wordt 630 | TV-Vrouwen |

#### Ma. 1 dec. 2014
| Poule A                           | Poule A                    | Poule A                                         |
| --------------------------------- | -------------------------- | ----------------------------------------------- |
| Dans                              | Femmes Fatales             | Kijkcijfers                                     |
| Coach: Lauren Hulp: Passe Partout | Coach: Freek Hulp: Horloge | Kijkdichtheid: % Marktaandeel: % Absoluut: .000 |

| Voorronde | Voorronde      | Voorronde | Voorronde | Voorronde | Voorronde | Voorronde | Voorronde |
| #         | Team           | Actief | Ontsnapt  | Sleutels  | Gewonnen  | Stand     |           |
| --------- | -------------- | --- | --------- | --------- | --------- | --------- | --------- |
| 1         | Duel           | Dans Vincent Vianen Femmes Fatales Amanda Balk                                                                         |           | 1         | Dans      | 1-0       |           |
| 2         | Femmes Fatales | Zimra Geurts | Ja        | 1         | Ja        | 1-1       |           |
| 3         | Dans           | Anna-Alicia Sklias | Ja        | 1         | Nee       |           |           |
| 4         | Femmes Fatales | Dorien Rose Duinker |           | 2         | Ja        | 1-3       |           |
| 5         | Dans           | Roy Julen | Ja        | 1         | Ja        | 2-3       |           |
| 6         | Duel           | Dans Anna-Alicia Sklias, Roy Julen, Vivian Gomez Cardoso Femmes Fatales Amanda Balk, Dorien Rose Duinker, Zimra Geurts |           | 1         | Dans      | 3-3       |           |
| 7         | Femmes Fatales | Melisa Schaufeli | Ja        | 1         | Nee       |           |           |
| 8         | Dans           | Vivian Gomez Cardoso                                                                                                   |           | 2         | Ja        | 5-3       |           |
| 9         | Femmes Fatales | Amanda Balk | Ja        | 1         | Nee       |           |           |
| 10        | Dans           | Anna-Alicia Sklias, Vincent Vianen                                                                                     | Ja        | 1         | Nee       |           |           |
| 11        | Duel           | Dans Allemaal Femmes Fatales Allemaal                                                                                  |           | 1         | Dans      | 6-3       |           |

| Finale | Finale            | Finale         | Finale         | Finale       | Finale         | Finale  |
| Lengte | Sleutels per team | Extra sleutels | Extra sleutels | Goudstukken  | Goudstukken    | Winnaar |
| ------ | ----------------- | -------------- | -------------- | ------------ | -------------- | ------- |
| Lengte | Sleutels per team | Dans           | Femmes Fatales | Dans         | Femmes Fatales | Winnaar |
| 2:30   | 6                 | 0              | 3 in 0:36      | 1230 in 2:30 | 550 in 1:54    | Dans    |

#### Ma. 8 dec. 2014
| Poule A                    | Poule A                           | Poule A                                         |
| -------------------------- | --------------------------------- | ----------------------------------------------- |
| Levenslied                 | Fashion                           | Kijkcijfers                                     |
| Coach: Freek Hulp: Horloge | Coach: Lauren Hulp: Passe Partout | Kijkdichtheid: % Marktaandeel: % Absoluut: .000 |

| Voorronde | Voorronde  | Voorronde          | Voorronde | Voorronde | Voorronde | Voorronde | Voorronde |
| #         | Team       | Actief             | Ontsnapt  | Sleutels  | Gewonnen  | Stand     |           |
| --------- | ---------- | ------------------ | --------- | --------- | --------- | --------- | --------- |
| 1         | Duel       | Levenslied Fashion |           |           |           |           |           |
| 2         | Levenslied |                    |           |           |           |           |           |
| 3         | Fashion    |                    |           |           |           |           |           |
| 4         | Levenslied |                    |           |           |           |           |           |
| 5         | Fashion    |                    |           |           |           |           |           |
| 6         | Duel       | Levenslied Fashion |           |           |           |           |           |
| 7         | Fashion    |                    |           |           |           |           |           |
| 8         | Levenslied |                    |           |           |           |           |           |
| 9         | Fashion    |                    |           |           |           |           |           |
| 10        | Levenslied |                    |           |           |           |           |           |
| 11        | Duel       | Levenslied Fashion |           |           |           |           |           |

| Finale | Finale            | Finale         | Finale         | Finale      | Finale      | Finale  |
| Lengte | Sleutels per team | Extra sleutels | Extra sleutels | Goudstukken | Goudstukken | Winnaar |
| ------ | ----------------- | -------------- | -------------- | ----------- | ----------- | ------- |
| Lengte | Sleutels per team | Levenslied     | Fashion        | Levenslied  | Fashion     | Winnaar |
| 2:30   | 6                 |                |                |             |             |         |

### Finales
| Troostfinale | Troostfinale | Troostfinale                                    |
| ------------ | ------------ | ----------------------------------------------- |
| Dans         |              | Kijkcijfers                                     |
| Coach: Hulp: | Coach: Hulp: | Kijkdichtheid: % Marktaandeel: % Absoluut: .000 |

#### Ma. 22 dec. 2014
| Finale       | Finale       | Finale                                          |
| ------------ | ------------ | ----------------------------------------------- |
| TV-Mannen    |              | Kijkcijfers                                     |
| Coach: Hulp: | Coach: Hulp: | Kijkdichtheid: % Marktaandeel: % Absoluut: .000 |